# Carhuaz
 Carhuaz , dont le nom initial était  San Pedro de Carhuaz  (quechua ancashino Qarwash  , soit «  Jaune ou doré ») est une ville peruvienne, capitale du district et de la province du même nom, dans le département d'Ancash. Elle est située à 34 km de Huaraz et à 2688 mètres d'altitude. Près de la ville se trouvent les eaux thermales de Chancos (Marcará) et l'aéroport de Anta.